# Нанян, Лида Балабековна
Ли́да Балабе́ковна Наня́н (арм. Լիդա Նանյան; 15 июня 1948, село Шаумян, Ханларский район) — марзпет (губернатор) Ширакской области с 12 июля 2007 года до 2010 года.

## Биография
В 1953—1963 годах училась в средней школе села села Шаумян (ныне Гюрбулаг) Ханларского (ныне Гёйгёльского) района Азербайджана.
В 1963 году поступила на экономический факультет Ереванского государственного университета, который окончила в 1968 году по специальности «инженер-экономист».
С 1968 по 1981 год работала в Центральной научно-исследовательской лаборатории автоматизированных систем народного хозяйства, занимая должности инженера-экономиста, старшего инженера и старшего инженера-экономиста.
Параллельно с 1971 по 1976 год работала экономистом финансового отдела Ленинаканского горисполкома, а затем с 1976 по 1981 год — старшим экономистом того же отдела.
С 1981 по 1985 год занимала должность начальника финансового отдела Ленинаканского горисполкома. С 1985 по 1990 год возглавляла финансовый отдел исполкома Ширакского[уточнить] райсовета.
В 1990—1992 годах была начальником государственной налоговой инспекции Гюмрийского (бывшего Ленинаканского) горсовета, затем с 1992 по 1994 год — начальником налоговой службы города Гюмри (бывший Ленинакан). В 1994 году занимала должность начальника налоговой службы Ахурянского района.
С 1994 по 1996 год возглавляла региональную налоговую инспекцию Ширакского[уточнить], а с 1996 по 2000 год — региональную налоговую инспекцию Ахурянского района.
С 2000 по 2004 год работала в Министерстве государственных доходов Армении в должности начальника региональной налоговой инспекции Ширакской области. В 2004—2007 годах возглавляла гюмрийскую инспекцию Государственной налоговой службы при правительстве Армении.
В июле 2007 года была назначена губернатором (марзпетом) Ширакской области. В мае 2010 года подала в отставку.